# Cooperativa de Obreros y Empleados del Transporte Colectivo
La Cooperativa de Obreros y Empleados del Transporte Colectivo (conocida también por sus siglas COETC) es una de las primeras cooperativas uruguayas que integran el Sistema de Transporte Metropolitano de la ciudad de Montevideo. Opera desde 1963 y en la actualidad es prestadora de 35 líneas de transporte, con una flota de 283 autobuses.

## Historia

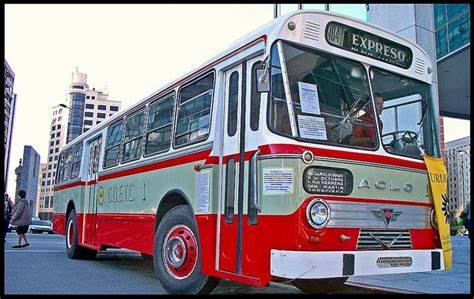
ACLO MARK VI - VERHEUL

En la década del 50 con la disolución del Tranvía de la Barra, desaparecían oficialmente los tranvías de la ciudad, por aquel entonces  el transporte capitalino uruguayo era operado por dos compañías, la Compañía Uruguaya del Transporte Colectivo y la Administración Municipal de Transporte, ambas resultaban insuficientes a causa de la demanda y el poco parque automotriz con el que contaban. Esta situación motivaría a un grupo de hombres la idea de crear una nueva empresa de transporte, mediante el cooperativismo.
En 1959, el grupo de cooperativistas adquiere un sótano en las cercanías del Parque Rodó sobre la calle San Salvador, que de inmediato se transforma en la sede central de la futura empresa. Ese mismo año la mediante una asamblea de socios se realiza la constitución y aprobación de los estatutos, determinando que la nueva cooperativa se regirá por la ley N.º 10.761, y que será denominada como Cooperativa de Obreros y Empleados del Transporte Colectivo.
El 27 de octubre de 1959 el Consejo Nacional de Gobierno aprueba los estatutos pudiendo ser registrados en el Registro Público y General de Comercio en abril de 1961.
Tiempo después se realizan algunas solicitudes al Banco de la República a los efectos de iniciar los trámites para adquirir cien permisos de ómnibus y el análisis y proyección de las futuras líneas y sus recorridos. También se solicita al Consejo Departamental la organización de los avales correspondientes que permitieran la importación de las 100 unidades que se pagarían con el trabajo y rendimiento de las mismas.
Finalmente el 30 de noviembre de 1961 Consejo Departamental de Montevideo en ese entonces el organismo colegiado que conformaba el ejecutivo de Montevideo dicta la Resolución N.º 36.305 autorizando los permisos para la incorporación de cien nuevas unidades. Estas unidades serían seleccionadas en marzo de 1962 durante una asamblea de socios, en la que se determinaría la importación de autobuses marca ACLO modelo MARK VI del año 1962, con carrocería holandesa VERHEUL cuyo representante en Uruguay era Horacio Torrendell (firma hononima al creador de Opel Indio también conocido como Bedford Indio de manufactura uruguaya), firma de prestigiosa trayectoria comercial.
El viejo sótano de la calle San Salvador resultaba chico para la dimensión laboral y administrativa que se venía desarrollando, por lo que se arrienda un local sobre las Avenidas General Flores y Luis Alberto de Herrera donde se asienta la administración, la oficina de tránsito, también se adquiere un predio de 7.400 m² en la Curva de Maroñas en donde se construirán los talleres y el largador central para atender y estacionar a los ómnibus que ya estaban arribando por partidas al puerto de Montevideo.
El 7 de febrero de 1963, luego de la llegada de estas cien unidades, las cuales para la época rompían con todos los esquemas, ya que las mismas eran consideradas rápidas, confortables, dotadas de la última tecnología de la industria automotriz, esbeltas, elegantes, talla que reflejaba la rancia estirpe inglesa, enfundada en atrayente vestidura blanca y roja.
La ceremonia inaugural de los servicios de se realizó en la mañana del 7 de febrero, en una plazoleta ubicada al frente de sus oficinas. En la misma participaron numerosas personalidades y autoridades nacionales y departamentales, la inauguración estaría acompañada también con el inicio del primer recorrido de su primera línea, la número 404 que recorría desde el Palacio de la Luz hacia Camino Maldonado y Libia (Jardines del Hipódromo) durante algunos días se permitió al público recorrerla de forma gratuita para que disfrutaran como no lo hacían desde hacía muchos años de un confortable viaje en ómnibus.
Una de las principales características de sus servicios, las cuales generaron aprobación y distinción entre sus usuarios fue la planificación del recorrido de sus líneas, buena parte de ellas cruzaban transversalmente la ciudad de Montevideo, con el pago de un solo boleto, tal era el caso de la línea 404, antes para viajar desde Camino Maldonado o desde el barrio de la Unión  hacia las zonas de Brazo Oriental y Arroyo Seco en ocasiones había que tomar entre dos y tres ómnibus. O el caso de las líneas 409 y 427, quienes tenían como destino las zonas conocidas como Montevideo rural, las cuales no contaban hasta ese entonces con un servicio de transporte.
Hasta diciembre se fueron incorporando líneas y recorridos hasta que finalmente quedaron constituidas de la siguiente manera:
| Líneas | Líneas                                      | Recorrido       |
| ------ | ------------------------------------------- | --------------- |
|        | 402                                         | Aduana - Malvín |
| 404    | Palacio de la Luz - Libia                   |                 |
| 405    | Parque Rodo - Peñarol                       |                 |
| 407    | Templo Inglés - La Cruz                     |                 |
| 409    | Templo Inglés - Melilla                     |                 |
| 410    | Templo Inglés - Avenida Garzón y Granaderos |                 |
| 411    | Templo Inglés - Colón                       |                 |
| 427    | Buceo - Los Bulevares                       |                 |
| 441    | Templo Inglés - Malvín                      |                 |
| 445    | Parque Rodó - Camino Maldonado y Libia      |                 |
| 447    | Templo Inglés - Camino Lecocq               |                 |
| 456    | Aduana - Domingo Arena y Camino Mendoza     |                 |

- Las líneas 441, 445 y 447 fueron operadas por pocos meses y la línea 410 fue operada hasta 1969.

En 1964 buscando centralizar su infraestructura adquiere un inmueble sobre la Avenida 8 de Octubre a allí instalara su sede central y social.
En 1967 la cooperativa conforma su fondo de vivienda, el cual tenía entre sus objetivos cumplir con el anhelo más caro de los trabajadores, el sueño de la casa propia. Dicho fondo sería incorporado al Convenio Colectivo de salarios y con el aporte del 3% de los ingresos (1,5% de los trabajadores y 1,5% de la cooperativa) se comienza a nutrir un fondo de ahorro que servirá para la obtención de préstamos por parte del Banco Hipotecario del Uruguay, por esta vía se adquiere en 1971 el primer predio para la construcción de dichas residencias. En 1972 se conforma otra área de asistencia, esta vez con el objetivo de brindar una asistencia financiera a sus trabajadores. En 1978 es inaugurado el primer complejo de viviendas para sus funcionarios y paralelamente es en ese mismo año donde abre sus puertas el Club COETC, un complejo cultural y social. 

### Años ochenta
En 1982 se resuelve adquirir nuevas unidades a modo de renovar la flota operativa, pero la situación económica del hace que sea sustancialmente imposible encarar una renovación de flota a mayor escala. Ante la posibilidad de adquirir nuevas unidades, se decide por la importación de  chasis que luego serían carrozados en el país. Es en ese año donde se adquieren cuatro chasis Mercedes Benz OH 1517 modelo 1981 que serían  carrozados por la sección de Carrocerías Cutcsa en su modelo Banda Oriental II de carrocería (los logos de Carrocerías Cutcsa serían tapados con laminas remachadas).
En 1985 tras el retorno de la democracia, comienzan a establecerse las asociaciones de trabajadores que pronto se convierten en agremiaciones y sindicatos.
En el sector de las cooperativas de transporte surge la Asociación Cooperativa de Transporte, como entidad federativa, integradas por trabajadores emergentes de cada cooperativa en pro de la defensa de los trabajadores, su fuente de trabajo y su salario.
En 1988 todas las cooperativas de transporte del país se sumergen en una profunda crisis derivada, en gran parte por  la obsolescencia de sus unidades, las mismas ya contaban con 26 años de servicio. En muchos de los casos los fabricantes habían desaparecido o fusionado con otros fabricantes y sus repuestos se habían dejado de producir, en ocasiones técnicos de las empresas de transporte debían visitar desarmaderos de vehículos en otros países en la búsqueda de respuestas para las mismas. Esto significaba que algunas unidades no pudieran estar en circulación y que algunas cooperativas debieran paralizar sus servicios, lo que produjo un notorio deterioro en sus economías. En esta situación y luego de varias gestiones se obtuvo a través del Banco de la República un apoyo crediticio de un 60% de cada operación renovadora, un 10% con fondos de las propias empresas y el 30% restante con garantía real y solidaria de sus asociados de esta manera, la cooperativa logra la importación de diez chasis Scania del modelo K112 con carrocería CAIO modelo Amelia para ser ensamblados en nuestro país, más tarde serán importadas otras diez en idénticas condiciones pero con carrocerías del modelo Vitoria que son incorporadas para renovar la flota.

### Años 90
En 1992, ante la llegada de una nueva  crisis del sector, las cooperativas y las instituciones llegan a la conformación de una estrategia que traería consigo una solución definitiva para la renovación de las distintas flotas. Esta elaboración coordinada entre los trabajadores, el Poder Ejecutivo y la Intendencia Municipal de Montevideo, admitió, entre otras cosas, que el Poder Ejecutivo permitiese la incorporación de unidades encarrozadas en origen, creando un sistema de arrendamiento financiero con un pago a ocho años, mientras que las Intendencia de Montevideo avalaría la operación de las mismas. Resultando que todo el sistema de transporte tendría la posibilidad de renovar totalmente sus flotas de ómnibus, con unidades de fábrica. En esta histórica oportunidad, la selección de marca recayó en la afamada firma Volvo, con carrocerías Ciferal, más específicamente del modelo B58E (familia B58), equipados con caja manual ZF de 6 velocidades, caja automática Allison de 4 velocidades (MT643) o neumocíclica Wilson (reciclada de unidades inglesas de la década del 60), a elección del personal correspondiente (años después, la mayoría de las cajas neumo y Allison serían reemplazadas por ZF Ecomat debido a problemas, en el caso de las primeras, para soportar la mayor potencia del motor Volvo). Es así que el modelo elegido de carrocerías Ciferal fue el Padrón Río, renovando así a la mayoría de los buses ACLO en circulación, con un total de 132 unidades incorporadas entre 1992 y 1996 (38 en 1992, 83 en 1993, 6 en 1994 y 5 en 1996 del modelo de chasis, estas últimas sobre Volvo B58ECO con caja automática Allison, exclusivamente designadas para la línea D9 y líneas locales).
Casi en forma simultánea a este trascendente hecho histórico que revertía totalmente la situación del sector dotando a todo el sistema de transporte de un nuevo y renovado parque automotor y que para dicha cooperativa significara su primer renovación desde su puesta en marcha, para ese año cesaba sus actividades la Cooperativa Obrera de Transportes del Sur que no pudo soportar los embates de la aguda crisis del sector, algo que también había  sucedido meses atrás con la Cooperativa de Trolebuses. En esta oportunidad las líneas, permisos y trabajadores de Cotsur fueron distribuidos entre el resto de empresas y cooperativas.
En el caso de Coetc le fueron otorgados sesenta y cinco de sus permisos para la explotación de las líneas 1, 68 y 95, líneas que históricamente le habían pertenecido a l desaparecida Administración Municipal de Transporte. En el caso de línea 1 de carácter nocturno, circulaba desde la Plaza Independencia hasta el Parque Hotel y sería   operada por muy poco tiempo. La línea 68 partía desde Malvín (Felipe Cardozo y Pitágoras) hasta La Paz y la línea 95 desde Buceo hacía Pajas Blancas y su variante hacia la Barra Santa Lucía. Al poco tiempo por disposición de la Intendencia estas dos líneas fueron renumeradas como 468 y 495, para la operación de estas líneas se utilizarían unidades ACLO que volverían a las calles montevideanas, también por aproximadamente una semana se utilizaron algunas unidades modelo Leyland Worldmaster con carrocería Metro-Cammel-Weymman y caja Neumocíclica Wilson que habían pertenecido a la administración municipal. Con la adquisición de estos permisos, la empresa debió incorporar por  300 funcionarios de la desaparecida Cotsur.
Toda esta sobre dimensión empresarial inesperada hizo que la cooperativa debiera   realizar inversiones, como lo fue la adquisición de predios de estacionamiento de la calle Corrales y algunos predios menores circundantes a su planta de Flor de Maroñas, predios que habían pertenecido a la compañía Cutcsa.

### Años 2000
En un periodo comprendido entre los años 1999 y 2001, se incorporaron 15 microbuses sobre Mercedes-Benz LO-814/42 con carrocería Marcopolo Senior 2000 y caja automática Allison. Estos coches formaban parte de un proyecto de la Intendencia de Montevideo que reemplazaba 2 unidades de tamaño regular por 3 microbuses. Estos nuevos coches se integraron a las líneas locales, reemplazando a los últimos Caio Amelia Scania K112, que fueron retirados de servicio.
Entre 2004 y 2005, la cooperativa incorporó quince nuevas unidades Marcopolo Gran Viale, Volvo B7R de 2 puertas con caja ZF Ecomat. Se incorporaron cinco en 2004 y quince en 2005, siendo algunas renumeradas y puestas en el sistema de líneas locales. Estas unidades adquiridas en el año 2005 contaban con letrero electrónico Mobitec (destino y panel itinerario), con iluminación mediante pequeñas luces led de color ámbar situadas en el mismo. La incorporación de esta tecnología significaría el reemplazar el viejo sistema de leteos “a rollo”, siendo el primer operador de Montevideo en incorporarlo. Como dato extra, la mayoría de estos letreros electrónicos Mobitec (de estas y otras unidades importadas) años después serían finalmente sustituidos por nuevos letreros marca INOVA bi-cromáticos con una sección verde dedicada al número de línea y una sección blanca para el texto.
Meses después, en 2005, se incorporaron seis microbuses Agrale MA 9.2TCA con carrocería Marcopolo Senior 2000. Estos coches fueron destinados a la línea D9 y a los servicios nocturnos de las líneas 404 y 411. 
El 1 de agosto de 2007 la cooperativa absorbió a la Cooperativa Obrera de Transporte, la cual realizaba servicios de carácter suburbano entre Montevideo y ciudades de Las Piedras, Sauce y Canelón Chico y servicios urbanos entre el Puente  de La Paz y Canelón Chico. Para dicha incorporación, se crearía una división específica para la operación de dichos servicios, la denominada Coetc Inter. 
Con la adquisición de estas líneas, también serían adquiridas cincuenta y un unidades, además de la incorporación de sus funcionarios. De las unidades adquiridas se destacan:
- 20 unidades Volvo B58E - Caio Vitoria
- 16 unidades Mercedes Benz OH 1318 -Caio Vitoria Intercity
- 6 unidades Volvo B58E Marcopolo Allegro, de las cuales dos del modelo G4 y cuatro del modelo GV
- 4 unidades Mercedes Benz OF 1315/51 -Marcopolo Torino 1983
- 5 unidades Mercedes Benz OF 1318/51 - Marcopolo Viaggio del modelo G4 800

Entre los años 2007 y 2008, en el departamento de Montevideo, se pondría en marcha la instalación del Sistema de Transporte Metropolitano incorporando también la tarjeta STM unificando y reemplazando las antiguas boleteras de estudiantes, abonos de boleto y otros beneficios similares que existían para TUPCI (Transportistas Unidos de Pasajeros, Capital e Interior) y CUTCSA. Es así que para las empresas de Montevideo se introdujo una familia de tarjetas inteligentes única para todos los prestadores del transporte capitalino, siendo incorporadas también en todas las empresas del servicio suburbano años después. Para lograr esto, los miembros de TUPCI, incluyendo Coetc, optaron por la expendedora de boletos Masisconvi ETC-500, importada por la empresa Melbilan S.A., debido al buen desempeño de esta tecnología en la empresa suburbana COPSA.
En ese mismo año, el 15 de diciembre, iniciaron servicio 10 unidades cero kilómetro para la parte suburbana, de marca Volvo B7R con carrocería Marcopolo del modelo Torino Vip Class y con caja de cambios manual (adaptados años después con cajas ZF automáticas). Estos coches sustituyeron a los 5 Marcopolo Viaggio y a 2 Caio Vitoria ex Codet, pero al poco tiempo, dos de estos Marcopolo Viaggio luego de estar parados por durante un tiempo volvieron a la calle renumerados para cumplir servicio en la línea 600..
El día 23 de diciembre de 2011 se incorpora otro Marcopolo Gran Viale sobre Volvo B7R con caja automática Voith 864.5, el cual fue otorgada como regalo por parte de Volvo por la compra de los Mascarello Gran Vía Volvo B7R con caja ZF Ecomat 4 para renovación de flota urbana y suburbana. Está unidad, a diferencia de la anterior, no era de piso bajo, sin embargo, contaba con configuración BRT, es decir, con 5 puertas (3 a la derecha y 2 a la izquierda) y aire acondicionado, novedad en transporte urbano. Dicha unidad sería modificada en los talleres centrales, dejándola con dls puertas. 
Tiempo después, a mediados del año 2012 fueron incorporados siete microbuses Marcopolo Senior serie 2005 sobre Mercedes-Benz LO-915 con caja Allison LCT 2100, designados a las líneas locales, siendo los últimos microbuses que compró la cooperativa. 
En diciembre del mismo año, con el motivo de las reformas en la Avenida Eugenio Garzón y al instaurase el Corredor Garzón (corredor BRT) sobre dicha avenida, la línea 468 pasa a denominarse como línea G..
El 29 de septiembre de 2015 fueron presentadas en la explanada de la Intendencia de Montevideo 4 de las 89 nuevas unidades carrocería, Comil Svelto sobre Volvo B240R. Dichas unidades cuentan con elevador para silla de ruedas y con tecnología (norma de emisiones) Euro V siendo las primeras en el país con dicha tecnología, también contaban originalmente con caja automatizada Volvo I-Sync pero, al poco tiempo estas fueron sustituidas por ZF Ecolife automáticas corrigiendo así distintos problemas de transmisión.
El 14 de junio de 2016 debido a la quiebra de la Cooperativa Rápido Internacional Cooperativo, la Intendencia de Montevideo (mediante resolución) repartió sus líneas entre los otros cuatro operadores de transporte de Montevideo, siéndole asignados a COETC las líneas urbanas 2, 76, CA1, L17, L18, y la línea suburbana 222. También fueron incorporados varios funcionarios y 36 unidades:
- 19 Mercedes Benz O-500U Caio Mondego urbano
- 11 Mercedes Benz O-500M Mascarello Gran Vía sub-urbano
- 6 Agrale MT12.0LE Mascarello Gran Vía urbano de piso bajo

En 2018, con la participación del Intendente de Montevideo, el ministro Ministerio de Industria, Energía y Minería y otras autoridades, se presentó en Montevideo el primer ómnibus híbrido en el Uruguay. Este vehículo híbrido (diésel - eléctrico) marca Yutong, modelo ZK6125CHEVG cuenta con accesibilidad universal, con suspensión neumática integral y aire acondicionado. La carga se auto genera cuando el vehículo frena o si pasa los 20 km cuando el motor se enciende pudiendo así alimentar la batería. Un año después la cooperativa apostó por importar diez unidades más. Y dos años después, se realizó otra importación y presentación debido a que la cooperativa Ucot y la Corporación de Ómnibus Micro Este también incorporaron unidades similares. 
En 2020 se presentaron en conjunto con las demás empresas de transporte que operan en Montevideo cuatro unidades marca Yutong, modelo E12LF eléctrico (ZK6128BEVG), dicha presentación se celebró en Plaza Independencia, con la participación del presidente de la República Lacalle Pou y el presidente de la cámara del transporte Juan Salgado. 
Cabe agregar que Coetc ha sido de las empresas con mayor incorporación de unidades del modelo híbrido, con una totalidad de 25 unidades en el año 2022 y otra de 40 unidades entre 2023 y 2024, 18 de ellas para el sector suburbano. Tres unidades de este modelo fueron fijadas en la línea D9 (renovando finalmente a los Marcopolo Senior 2000) y una fijada en la línea DM1, siendo las cuatro unidades cubiertas con tipografías de publicidad integrada para diferenciarse del resto.
Para 2024, precisamente dentro del segundo trimestre, se concretó la adquisición de nueve unidades Yutong de la nueva gama europea de eléctricos. El modelo es el nuevo E12 pro eléctrico (ZK6126BEVG). En el primer trimestre ya se dio a conocer un prototipo de este modelo, el cual fue presentado en febrero de 2024 en la explanada del Palacio Municipal y puesto en servicio al mes siguiente, tras pruebas en la fábrica de Yutong realizadas en el último trimestre del año anterior. Todas estas unidades fueron presentadas y puestas en servicio en el mes de junio. Para el año siguiente se encuentra en tratativa la importación de otro nuevo modelo pero de 9 metros para las líneas locales, sin anuncios en concreto aún.

## Operación

### Líneas urbanas

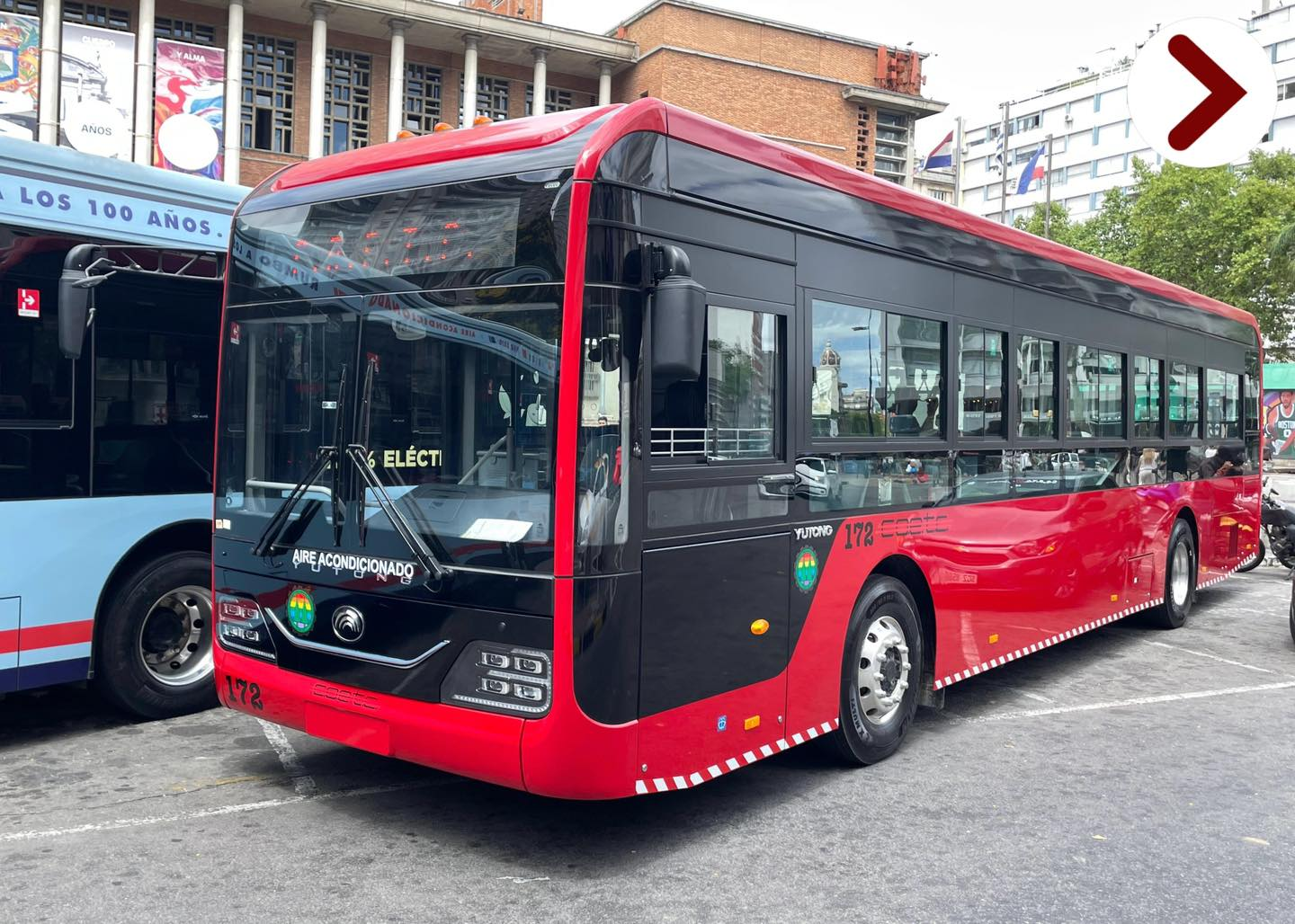
Unidad urbana en la Explanada del Palacio Municipal

En la actualidad, opera un total de 18 líneas urbanas, seis líneas locales y dos líneas diferenciales dentro de Montevideo. 
Opera también una línea urbana en el departamento de Canelones. 
| - 2 - 76 - 402 - 404 - 405 | - 407 - 409 - 427 - 456 - 494 | - 495 - CE1 - G - L7 - L14 | - L16 - L19 - L29 - PB - D9 - DM1 |

### Líneas suburbanas
Desde el año 2007 COETC inter es la división de esta cooperativa que brinda servicios regulares de larga distancia entre los departamentos de Montevideo y Canelones, cuyas ciudades están comprendidas dentro del área metropolitana de Montevideo. Dichas líneas parten desde la Estación Baltasar Brum de Montevideo. 
| - 222 - 4A - 4AC - 4AD - 4D | - 4DD - 4DR - 48D - 5D - 600 |

## Galería
|  |
|  |

|  |
|  |

|  |
|  |

|  |
|  |

|  |
|  |

|  |
|  |

|  |
|  |

|  |
|  |